# Mario di Carpegna
(Mario Sica, Storia dello scautismo in Italia, pag. 73)
Mario Gabrielli di Carpegna (Roma, 19 agosto 1856 – Roma, 3 novembre 1924) è stato un politico e militare italiano, fondatore il 16 gennaio 1916 dell'Associazione Scautistica Cattolica Italiana (ASCI).

Stemma dei Carpegna.

Logo dell'ASCI

Conte romano di una nobile famiglia fedele alla Chiesa, originaria di Carpegna nel Montefeltro (Pesaro-Urbino), fu guardia nobile del Papa, poi comandante della Guardia Palatina d'Onore ed esponente di primo piano del movimento cattolico romano.
Si laureò in diritto alla la Sapienza di Roma.
Consigliere comunale e assessore di Roma dal 1892 al 1900, Mario di Carpegna lavorò nel campo dell'Azione Cattolica, e in particolare fu fondatore e presidente della Federazione delle associazioni sportive cattoliche italiane (FASCI) e dell'Associazione Scautistica Cattolica Italiana (ASCI)

## Origini dello scautismo cattolico in Italia
Lo scautismo cattolico inizialmente fu accolto con sospetto e avversione, anche dal papa Benedetto XV, come sistema educativo straniero, laico e in odore di massoneria, oltre che protestante (Baden-Powell era anglicano), ma poi accettato come ‘minor male’ per porre un argine al successo dello scautismo laico anche fra i cattolici.
Una delegazione della FASCI intavolò con la dirigenza del Corpo Nazionale Giovani Esploratori Italiani (CNGEI) (in particolare con il suo presidente l'ammiraglio Bettolo) una serie di contatti ufficiali nell'ipotesi di costituire, all'interno del Corpo Nazionale, unità di "esploratori cattolici".
La trattative furono laboriose e non prive di difficoltà ma alla fine si raggiunse un accordo per cui si assistette alla nascita di reparti di esploratori cattolici inquadrati nel CNGEI.
Fallito il tentativo di ottenere dal CNGEI quell'autonomia che lo scautismo cattolico aveva in Inghilterra, si decise di mandare il presidente della FASCI, Mario di Carpegna, in Inghilterra per studiare di prima mano lo scautismo.
Lì Mario di Carpegna conobbe personalmente Baden-Powell (B.-P.), suo coetaneo, con cui ebbe anche in seguito frequenti contatti.
Rientrato a Roma, il 16 e 17 gennaio 1916, Mario di Carpegna riferì l'esito del suo viaggio al consiglio centrale della Società della Gioventù Cattolica Italiana che, «udita la relazione positiva, deliberò la fondazione dell'Associazione Scautistica Cattolica Italiana (ASCI)». Il 28 gennaio 1916 fu nominato primo commissario centrale dell'ASCI lo stesso Carpegna. Il 15 giugno 1916 papa Benedetto XV, dopo aver sciolte alcune riserve, nominava il padre gesuita Giuseppe Gianfranceschi «vicecommissario centrale ecclesiastico» dell'ASCI.
Nel supplemento al n. 3 della rivista "Stadium" (6.2.1916), organo ufficiale della Federazione delle associazioni sportive cattoliche italiane (FASCI), compare l'annuncio della nascita dell'ASCI.

## Relazioni fra Mario di Carpegna e Mario Mazza nell'ASCI
Dopo la grande guerra, Mario di Carpegna fu eletto presidente dell'Unione internazionale delle opere cattoliche con sede a Parigi.
Nell'agosto 1920 partecipò al primo jamboree mondiale (Olympia, Londra, Regno Unito), dove riallacciò i rapporti con Baden-Powell e partecipò come rappresentante dell'Italia alla prima Conferenza Internazionale (Londra) di cui perciò risulta fondatore.
Sempre nel 1920, in occasione del jamboree, fu cofondatore dell'Ufficio internazionale dello scautismo cattolico, assieme a Jacques Sevin sj (Francia) e a Jean Corbisier (Belgio).
L'applicazione esatta del metodo scout stava particolarmente a cuore a Mario di Carpegna, che fu il primo traduttore in italiano di Scouting for Boys (Scautismo per ragazzi) di Baden-Powell.
Le due forti personalità, quella di Mario Mazza e quella di Mario di Carpegna, resteranno sempre giustapposte senza fondersi, pur nella reciproca stima. Per Mazza il metodo di B.-P. andava più cattolicizzato e nazionalizzato. Per Mario di Carpegna, invece, il metodo appariva già abbastanza “eminentemente cristiano”(da Stadium 7/1/1917), e la sua mentalità internazionale, non comune a quei tempi, gli faceva apprezzare la giungla di Rudyard Kipling senza remore così come l'origine straniera dello scautismo.
Nel 1921 Mario Mazza, trasferitosi a Roma, fu nominato commissario centrale ed assunse la direzione dei campi scuola per la formazione dei futuri capi ASCI. Come commissario centrale, Mazza lanciò il primo campo nazionale in val Fondillo, nel Parco Nazionale d'Abruzzo, dal 21 al 30 agosto 1921, cui parteciparono circa 700 scout su 2100 censiti.
Diffidente verso l'esperienza dei campi nazionali perché “poco scautistici, poco istruttivi”, Mario di Carpegna ebbe il consenso della maggioranza del commissariato centrale nel non farli divenire un evento regolare e permanente nell'ASCI.

## Origini dello scautismo cattolico mondiale
Già commissario centrale ASCI alla fondazione (1916) fu capo scout dell'ASCI dal 1922 alla morte.
Nel luglio 1922 l'Ufficio internazionale dello scautismo cattolico fu approvato da papa Benedetto XV e trasformato in Organizzazione internazionale scautismo cattolico (OISC), che riuniva Argentina, Austria, Belgio, Cile, Ecuador, Francia, Italia, Lussemburgo, Polonia, Spagna e Ungheria. Mario di Carpegna ne fu eletto Presidente: in questo senso si può dire che fu il fondatore dello scautismo cattolico nel mondo. La Conferenza internazionale cattolica dello scautismo ha ancora oggi sede a Roma, presso l'Associazione Guide e Scouts Cattolici Italiani (AGESCI), associazione erede dell'ASCI.
Membro del Comitato internazionale dello scautismo dal 1922, nel 1922-23 fu commissario internazionale ad interim.
In seguito al Jamboree di Londra del 1920 e alla 2ª Conferenza internazionale scout di Parigi del 1922, ove entrambe erano presenti, CNGEI ed ASCI iniziarono a stabilire un dialogo di collaborazione paritetica, presto interrotto dal fascismo.

## La sua eredità
Mario di Carpegna morì o, come dicono gli scout cattolici, "tornò alla casa del Padre" il 3 novembre 1924: non vide la soppressione dello scautismo italiano ad opera del regime fascista.
Alla fine del 1943 la nipote Giuliana di Carpegna fu una delle fondatrici dell'Associazione guide italiane (AGI), il ramo femminile dell'ASCI e come tale approvato da papa Pio XII.
Il 9 maggio 1999 è stato inaugurato a Carpegna (Pesaro-Urbino), nel parco delle Querce, il monumento al conte Mario di Carpegna (che consta di un busto, una grande scultura dell'Italia e del mondo), opera di Umberto Corsucci della vicina Montefiore Conca.
Il comitato per le onoranze al conte Mario di Carpegna è coordinato da Romano Nicolini, di Rimini.
Egli ha presieduto l'opera di installazione del monumento al conte Mario che si trova nel parco delle Querce di Carpegna. Ogni anno organizza nella stessa città un evento celebrativo della figura del Conte.

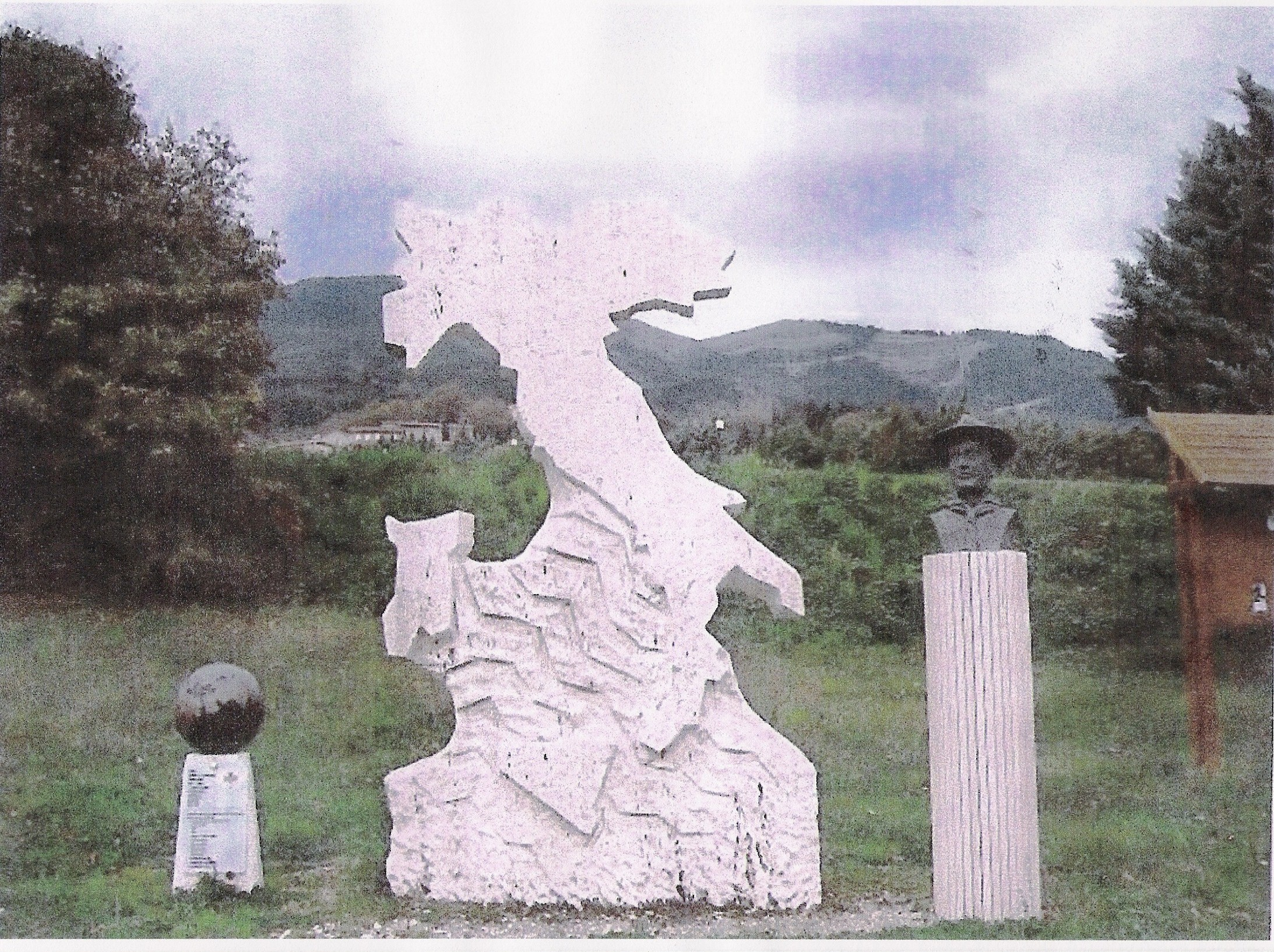
Monumento commemorativo al conte nel parco delle Querce di Carpegna.